# التنبؤ بالتدفقات النقدية

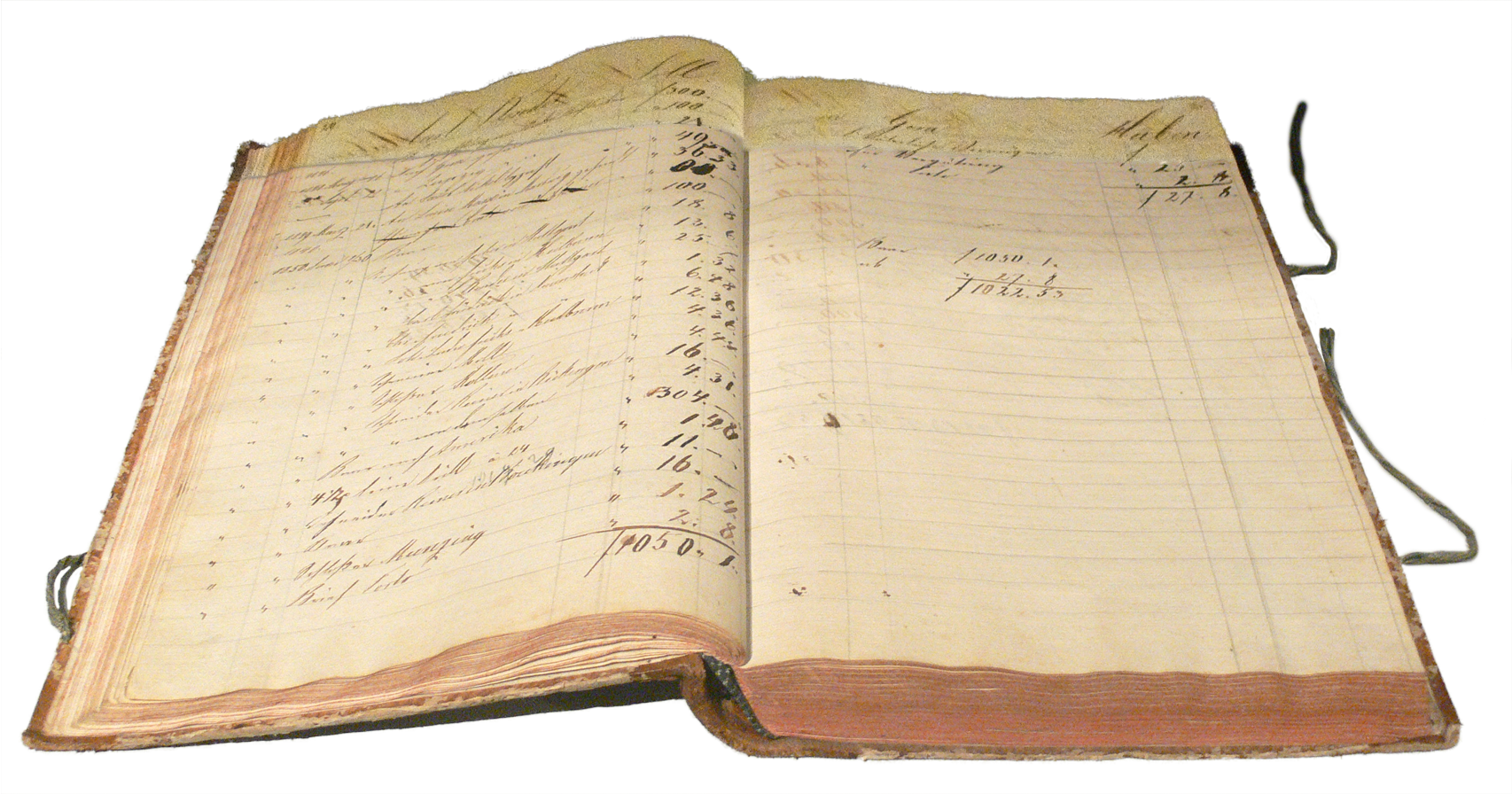

يعتبر التنبؤ بالتدفقات النقدية أمرًا مهمًا، وذلك لتعسر الأمر في حالة نفاذ أموال مشروع تجاري ولم يتمكن أصحابه من الحصول على تمويل جديد. التدفق النقدي هو شريان الحياة لجميع الشركات –وخاصة الشركات الناشئة والمؤسسات الصغيرة. نتيجة لذلك، من الضروري أن تتوقع الإدارة ما سيحدث للتدفق النقدي، للتأكد من حوزة الشركة على أموال كافية للاستمرار، رغم الصعوبات اللي تواجهها. يعتمد عدد المرات التي يجب على الإدارة توقع التدفق النقدي، على الأمن المالي للشركة. إذا كانت الشركة تعاني من صعوبات، أو تراقب عن كثب مواردها المالية، فينبغي لصاحب العمل أن يراجع ويتنبأ يوميًا بالتدفق النقدي الخاص به. ومع ذلك، إذا كانت موارد العمل «آمنة» وأكثر استقرارًا، فإن التنبؤ ومراجعة التدفق النقدي أسبوعيًا أو شهريًا كاف. فيما يلي الأسباب الرئيسية التي تجعل التنبؤ بالتدفق النقدي مهمًا جدًا:
- حدد النقص المحتمل في الأرصدة النقدية مقدما –فكرة تنبؤ التدفق النقدي، باعتباره «نظام إنذار مبكر».  يعد هذا إلى حد بعيد، السبب الأكثر أهمية لتوقعات التدفق النقدي.
- التأكد من إمكانية دفع المشاريع التجارية، الموردين والموظفين. يتوقف الموردون الذين لا يتقاضون رواتبهم، عن تزويد هذه المشاريع التجارية، بل إن أسوأ من ذلك، هو عدم القدرة على دفع رواتب الموظفين في المعاد المتفق عليه.
- المشكلات الفورية المتعلقة بمدفوعات العملاء –يشجع إعداد التوقعات الشركة، على النظر في مدى سرعة العملاء في سداد ديونهم. ملاحظة –هذه ليست مشكلة فعلية للشركات (مثل تجار التجزئة) التي تستحوذ على معظم مبيعاتها بالبطاقات النقدية / الائتمانية عند نقطة البيع.
- مثل تخصص مهم للتخطيط المالي، فإن التنبؤ بالتدفق النقدي هو عملية إدارية مهمة، على غرار إعداد ميزانيات الأعمال التجارية.
- قد يتطلب أصحاب المصلحة الخارجيون مثل البنوك، تنبؤات منتظمة. إذا كان لدى الشركة قرض بنكي، فلا بد أن يرغب البنك في إلقاء نظرة على توقعات التدفق النقدي على فترات منتظمة.

## تمويل الشركات

### التعريف
في سياق تمويل الشركات، فإن التنبؤ بالتدفقات النقدية هو نمذجة السيولة المالية المستقبلية لشركة أو كيان ما، خلال فترة زمنية محددة. يشير النقد عادةً إلى إجمالي الأرصدة المصرفية للشركة، ولكن غالبًا ما يكون وضع الخزينة هو المُتوقع، وهو النقد زائد استثمارات قصيرة الأجل مطروحًا منها الديون قصيرة الأجل. التدفق النقدي هو التغيير في وضع النقد أو الخزينة من فترة واحدة إلى الفترة التالية.

### الطرق
تقوم الطريقة المباشرة للتنبؤ بالتدفقات النقدية بجدولة الإيصالات والمصروفات النقدية للشركة. تعد الإيصالات في المقام الأول، مجموعة من الحسابات القادرة على استقبال نقود المبيعات الأخيرة، ولكنها تشمل أيضًا مبيعات الأصول الأخرى، وعائدات التمويل، إلخ. وتشمل المدفوعات كشوف المرتبات، ودفع الحسابات المستحقة الدفع من المشتريات الأخيرة، وأرباح الأسهم والفوائد من الديون. إن طريقة البحث والتطوير المباشرة هذه هي الأنسب لأفق التنبؤ قصير الأجل البالغ 30 يومًا أو ما يقارب لذلك، لأن هذه هي الفترة التي تتوفر فيها البيانات الفعلية، على عكس ما هو متوقع. تستند الطرق الثلاثة غير المباشرة إلى بيانات الدخل المتوقعة للشركة وميزانياتها العمومية.
- تبدأ طريقة صافي الدخل المعدل بإيرادات التشغيل (الأرباح قبل الفوائد والضرائب أو الأرباح قبل الفوائد والضرائب وتناقص (في القيمة) وإطفاء الدين) وتضيف أو تطرح التغييرات في حسابات الميزانية العمومية مثل المبالغ المطلوب تسديدها والمخزونات لمشروع التدفق النقدي.
- تنظر «طريقة الميزانية العمومية الأولية المبدئية» بطريقة مباشرة، إلى كتاب حساب النقد، إذا تُوقعت جميع حسابات الميزانية العمومية بشكل صحيح، فسيكون النقد صحيحًا أيضًا.

إن كلا من صافي الدخل وطريقة الميزانية العمومية الأولية، هي الأنسب للتوقعات متوسطة الأجل (حتى سنة واحدة) وطويلة الأجل (عدة سنوات). يقتصر كلاهما على الفواصل الشهرية أو الفصلية للخطة المالية، ويلزم تعديلهما للفرق بين دفتر الاستحقاق النقدي والأرصدة البنكية التي كثيرا ما تختلف اختلافا كبيرا.
- الطريقة الثالثة غير المباشرة هي طريقة تجميع الاستحقاقات العكسية، والتي تشبه طريقة صافي الدخل المعدل. ولكن بدلاً من استخدام حسابات الميزانية العمومية المتوقعة، تُعكس المستحقات الكبيرة وتُحسب التأثيرات النقدية بناءً على توزيعات وخوارزميات إحصائية. يسمح هذا لفترة التنبؤ أن تكون أسبوعية أو حتى اليومية. كما أنه يلغي الأخطاء التراكمية الملازمة لطريقة البحث والتطوير المباشرة عندما تكون ممتدة على المدى القصير الأجل. لكن نظرًا لأن الطريقة الثالثة غير المباشرة هي طريقة عكس الاستحقاق، تخصص كلاً من انعكاسات الاستحقاق والآثار النقدية لأسابيع أو أيام، والتي تعد أكثر تعقيدًا من أساليب الدخل الصافي المعدل أو طريقة الميزانية العمومية غير المباشرة. أما النهج الثالث غير المباشر فهو طريقة الانعكاس على أساس الاستحقاق وهي الأنسب لأفق التنبؤ على المدى المتوسط.[4]

### الاستخدامات
يُعد إسقاط التدفق النقدي أحد المدخلات الهامة في مقياس القيمة، ووضع الميزانية وتحديد الهياكل الرأسمالية الرسمية المناسبة في صناديق النقد المحلية وإعادة الرسملة المدعومة.

## الأعمال الحرة

### التعريف
على سياق رجال الأعمال أو مديري الشركات الصغيرة والمتوسطة، قد يكون التنبؤ بالتدفقات النقدية أكثر بساطة إلى حد ما، إذ يُخطط للنقد الذي سيأتي إلى وحدة الأعمال أو الأعمال التجارية لضمان إدارة الأموال الصادرة لتفادي تجاوز التدفقات النقدية الواردة. يحتاج رواد الأعمال إلى أن يتعلموا بسرعة أن «النقد هي الملك»، وبالتالي، يجب أن يصبحوا جيدين في التنبؤ بالتدفق النقدي.

### الطرق
أبسط طريقة هي الحصول على جدول بيانات يوضح المبالغ النقدية الواردة من جميع المصادر لمدة 90 يومًا على الأقل، بالإضافة إلى جميع الأموال الخارجة لنفس الفترة.  يتطلب ذلك أن تكون كمية وتوقيت إيصالات النقد من المبيعات، دقيقة إلى حد معقول، وهذا بدوره يتطلب حكمًا محسوبًا بتجربة الصناعة المعنية، لأنه من النادر أن تتطابق الإيصالات النقدية مع توقعات المبيعات تمامًا، كما أنه من النادر أيضًا، دفع العملاء المال في الوقت المتفق عليه. تظل هذه المبادئ ثابتة سواء تُنبئ بالتدفق النقدي في جدول البيانات أو على الورق أو على نظام تكنولوجيا معلومات آخر. 
يتمثل خطر استخدام الكثير من الأساليب النظرية لتمويل الشركات في التنبؤ بالتدفق النقدي لإدارة الأعمال التجارية، في إمكانية وجود عناصر غير نقدية في التدفق النقدي كما هو مذكور في معايير المحاسبة المالية. هذا هو الفرق الجوهري  بين المحاسبة المالية والمحاسبة الإدارية.